# Ласло Полгар
Ласло Полгар (угор. Polgár László; нар. 11 травня 1946, Дьєндьєш) — угорський шаховий педагог і педагог-психолог. Батько знаменитих «сестер Полгар»: Жужі, Софії та Юдіт, яких він виховав шаховими вундеркіндами, двоє з них стали першою та другою шахістками у світі.
Є автором таких відомих книг, як Chess: 5334 Problems, Combinations, and Games і Reform Chess — огляд шахових варіантів, який називають «однією з найбільш знакових шахових книг всіх часів.» Його також вважають піонером-теоретиком у вихованні дітей, на думку якого «геніями не народжуються, ними стають». Експеримент Полгара з доньками дістав визнання як «один із найбільш дивних експериментів у історії людської освіти». «Недоброзичливці зображували його як доктора Франкенштейна», а шанувальники розглядати його як «Гудіні», — зазначив Пітер Маас у «Washington Post» у 1992 році.

## Освіта і кар'єра
Полгар вивчав людський інтелект коли був студентом університету. Пізніше він згадував, що «коли я подивився на історії життя геніїв» у студентські роки, то «я знайшов спільне для них….Всі вони починали в дуже ранньому віці й навчались інтенсивно». «Він готувався до батьківства» перед вступом у шлюб, повідомляв People Magazine, в 1987 році, «вивчаючи біографії 400 великих інтелектуалів, від Сократа до Ейнштейна.» Він прийшов до висновку, що якщо правильно підійти до виховання дитини, то можна перетворити «будь-якого здорового новонародженого» на «генія». 1992 року Полгар сказав Washington Post: «Геніями не народжуються, а їх створюють освітою і навчанням….Коли дитина народжується здоровою, то вона — потенційний геній».
У 1965 році Полгар «провів епістолярне залицяння з українською вчителькою іноземної мови на ім'я Клара.» У своїх листах він змалював педагогічний проект, про який роздумував. Читаючи ці біографії видатних людей, він «визначив загальну тему — ранню й інтенсивну спеціалізацію за якимось певним предметом.» Впевнений, що "може перетворити будь-яку здорову дитину на вундеркінда, " йому «потрібна дружина, що готова вирушити в цю подорож».
Він і Клара одружилися в СРСР, після чого вона переїхала в Угорщину, щоб бути з ним. Вони мали трьох доньок, яких Полгари навчали вдома, насамперед шахів, але також і есперанто, німецької, російської, англійської мов, а також математики високого рівня. Полгар з дружиною розглядали різні можливі предмети для поглибленого навчання дітей, «включаючи математику та іноземні мови», але вони зупинилися на шахах. "Ми могли б зробити те саме з будь-яким предметом, якщо почати раніше, витратити багато часу й прищепити велику любов до цього одного предмета, " пізніше пояснювала Клара. «Але ми вибрали шахи. Шахи дуже об'єктивні й їх легко оцінити.» Сьюзен описала шахи як власний вибір: «Так, він міг посадити нас за будь-який предмет, але це був мій власний вибір, — вибір чотирирічної дитини….Мені сподобалися шахові фігури; вони були іграшками для мене».
Експеримент розпочався 1970 року «з простої передумови: що будь-яка дитина має вроджену здатність стати генієм у якійсь вибраній галузі, якщо почати освіту до їхнього третього дня народження, а спеціалізацію почати в шість.» Полгари «добивалися від угорської влади дозволу», щоб мати змогу навчати дівчат удома. "ми не ходили до школи, що було дуже незвично на той час, « пригадувала Юдіт у 2008 році. „Люди бувало казали, 'батьки руйнують їх, вони мусять займатися весь день, у них немає дитинства'. Я стала захищатися і була не дуже товариською.“
Родина жила „в скромній квартирі в самому центрі Будапешта“, в якій „вузька вітальня була захаращена шаховими книгами“ і одна стіна була завішана ескізами шахових сцен вікової давнини.» Один репортаж описав квартиру як «храм невтомної шахової практики. Полиці забиті тисячами шахових книг. Вітальня захаращена нагородами і шахівницями. Карткова інформаційна система займала цілу стіну. Вона містила записи попередніх ігор для можливості нескінченного аналізу і навіть індекс турнірних історій потенційних конкурентів.»
Полгар почав навчати свою старшу дочку, Сьюзен, грати в шахи коли їй було чотири роки. «Шість місяців по тому, Сьюзен прийшла в будапештський прокурений шаховий клуб», який був забитий літніми чоловіками, і продовжила бити ветеранів. «Незабаром після цього вона домінувала на міському турнірі серед дівчат віком до 11 років.» Юдіт змогла перемогти свого батька в шахи, коли їй було лише п'ять років. «Для мене навчання шахів було природним; з моїми сестрами навколо мене, я хотіла грати», — казала Юдіт у 2008 році. Вона зазначила, що родина випробувала на собі «якийсь злий антисемітизм» у часи дитинства дівчаток. У 12 років вона «отримала лист з фото мого батька з виколотими очима; і дуже неприємними словами». Багато в чому через антисемітизм і критику, які їм довелося пережити, не було «жодних ревнощів» серед сестер, Юдіт, — казала в 2008, що ці проблеми «тримали нас пов'язаними воєдино.»
2012 року Юдіт розповіла в інтерв'ю про «особливу атмосферу», в якій вона виросла. «На початку це була гра. Мій батько і мати є винятковими педагогами, які можуть мотивувати і показувати гру з усіх різних боків. Пізніше шахи для мене стали спортом, мистецтвом, наукою, всім разом. Я була дуже сконцентрованою на шахах і задоволеною цим світом. Я не була бунтівною і такою, що часто полишає дім. Я був щасливою, що вдома у нас було своє коло, і потім ми пішли грати в шахи і дивився на світ. Це дуже важке життя й ви повинні бути дуже обережними, особливо батьки, які повинні знати межі, що можна, а що не можна робити зі своєю дитиною. Мої батьки проводили більшу частину часу з нами; вони подорожували з нами, [коли ми грали за кордоном], і тримали під контролем все, що відбувається. З іншими вундеркіндами все може бути по-іншому. Вони дуже тендітні. Але я щаслива, що зі мною і з моїми сестрами не вийшло по-поганому.» Репортер the Guardian зазначив, що на відміну від багатьох провідних шахістів світу, які є дисфункціональними, доросла Юдіт була «розслабленою, доступною і навдивовижу добре збалансованою», встигнувши «поєднати кар'єру в змагальних шахах з вихованням двох маленьких дітей, керівництвом фондом підтримки шахів в Угорщині, написанням книг і розробкою освітніх програм, заснованих на шахах.»
Поки Ласло вчив своїх доньок гри, його дружина дбала про дім і пізніше «координувала їх подорожі на турніри до сорока країн світу.» Його донька Сьюзен сказала в інтерв'ю 2005 року: «мій батько вважає, що вроджений талант — ніщо, що [успіх] це 99 відсотків наполегливої праці.» Вона також описала Полгара як «далекоглядного», який «завжди думає про значне», і який «думає, що люди можуть зробити набагато більше, ніж вони фактично роблять.» Хоча Полгара піддавали критиці в деяких колах за те, що заохочував своїх доньок зосереджуватися так сильно на шахах, дівчата потім сказали, що їм подобалося все. Полгар «якось знайшов Софію у ванній кімнаті посеред ночі, з шахівницею на колінах.» «Софія, дай фігурам спокій!», — сказав він їй. «Тату, вони не дадуть мені спокою!» — відповіла вона.
Всі доньки Полгара стали відмінними шахістками, але Софія, найменш успішна з трьох, яка стала шостою-найкращою гравчинею у світі, кинула грати і продовжувала вивчати живопис і дизайн інтер'єру, а також зосередилась на ролі домогосподарки й матері. Юдіт називають «без сумніву, найкращою шахісткою всіх часів.» Станом на 2008 рік, вона була «найвищою за рейтингом шахісткою впродовж майже 20 років.» Сьюзен, яка стала другою найкращою шахісткою у світі, в 17 років стала першою жінкою, яка коли-небудь претендувала на те, що тоді називали чоловічим Чемпіонатом світу, але ФІДЕ, не дозволила їй брати участь.
1992 року Полгар казав, що тепер він хоче зламати расовий бар'єр у практично повністю білому шаховому світі" прийнявши в родину «чорне немовля з третього світу», з якого він буде робити шахового вундеркінда. 2005 року Сьюзен пригадувала, як близько 15 років до того, «дуже хороший голландський мільярдер на ім'я Йооп ван Оостером» запропонували допомогу Полгару  «всиновити трьох хлопчиків з країн і виховати їх точнісінько так, як вони виховали нас». Батько, на думку Сьюзен, «дійсно хотів зробити це, але мама його відрадила. Вона розуміла, що життя це не лише шахи, і що всі інші обов'язки впадуть на її плечі.»
Після інтерв'ю 1993 року Вільям Гарстон описав Полгара як  «незадоволеного садового гнома», який відповів на запитання «мелодійним голосом, євангельським тоном і схильністю дивитися в нікуди.» Гарстон сказав, що Полгар носив «шрами втоми після десятиліть боротьби проти угорських шахових організаторів, які хотіли що його доньки грали в жіночих турнірах, а не змагалися з чоловіками, і органів освіти, які посилали озброєного міліціонера тягнути Жужу до школи.» «Формула щастя» Полгара, — писав Гарстон, «робота, кохання, свобода і удача'. Але ключ — це важка робота, тому що важка робота створює удачу; робота плюс везіння дорівнює генію, геній, швидше за все, щоб бути щасливим.» Гарстон зазначив, що, оскільки Полгар виявився батьком трьох дочок, він був змушений зіткнутися з питаннями сексуальної нерівності. «Чоловіки повинні бути розумними і жорсткими», — казав Полгар. «Жінки повинні бути красивими і піклуватися про сім'ю. Тільки тоді, якщо у них ще й є час, вони можуть бути розумними.» Він висловив надію, що його експеримент міг би допомогти змінити це упередження."
Полгар заявив у 1993 році: «проблеми раку та Сніду можна було б легко вирішити, якщо б використати нашу [його з дружиною] систему для навчання 1000 дітей». Того ж року, озираючись на експеримент Полгара, Клара казала, що «все, що він обіцяв, сталося.»

## Книги і фільми про Полгара
Джефф Колвін докладно написав про експеримент Полгара у своїй книзі 2008 року, Талант переоцінюють. Також це зробив Френк Мак-Нейл у своїй книзі 2008 навчання з мозком на увазі. 1992 року Кеті Форбс опублікувала книгу під назвою The Polgár Sisters: Training or Genius?
Документальний фільм про Полгара і його експеримент показало ізраїльське телебачення в 2012 році. Амір Харель, продюсер фільму, сказав, що історія Полгарів «зачіпає багато аспектів життя: навчальний експеримент, ідеологію, що лежить в основі, героїчну боротьба проти комуністичного режиму, питання, що стосуються рівності статей, сімейні відносини і навіть любовні історії. Очевидно, що фільм намагається розшифрувати загадковий характер батька, Ласло Полгара.» Режисер Йоссі Авірам сказав, що «довгі роки зловживань з боку влади і ЗМІ зробили членів родини недовірливими» до людей, які хотіли зняти фільм про них. «Мені допомогла моя любов до шахів і той факт, що я закохалася в цю сім'ю».

## Книги Полгара
Полгар — автор багатьох книг з шахів. Найвідоміша з них-це Chess: 5334 Problems, Combinations, and Games, яка «містить 5 334 різні навчальні ситуації, багато з яких взяті з реальних матчів, зокрема, 306 завдань на мат в один хід, 3 412 — на мат у два ходи, 744 на мат у три ходи, 600 мініатюрних ігор, 144 простих ендшпілів, і 128 комбінацій з турнірних партій, плюс рішення, основні правила гри та міжнародну бібліографію.» Її називають «однією з найбільш знакових шахових книг всіх часів.»

## Інші інтереси
Полгар є палким шанувальником Людвіка Заменгофа, творця мови есперанто. Вона є його другою мовою.

## Опубліковані роботи
- Nevelj zsenit! (Bring Up Genius!), 1989 (ISBN 963-01-9976-9) — Out of print.
- Minichess, 1995 (ISBN 963-450-805-7)
- Chess: 5334 Problems, Combinations, and Games, 1994 (ISBN 1-884822-31-2)
- Chess: Reform Chess, 1997 (ISBN 3-89508-226-0)
- Chess: Middlegames, 1998 (ISBN 3-89508-683-5)
- Chess: Endgames, 1999 (ISBN 3-8290-0507-5)
- Királynők és királyok. Sakk, Szerelem, Szex, 2004 (ISBN 963-216-008-8)
- Salom haver: Zsidó származású magyar sakkozók antológiája, 2004 (ISBN 963-214-570-4)
- PeCHESS ember elCHESSte, 2004 (ISBN 963-86531-1-6)
- Polgar Superstar Chess, 2004 (ISBN 963-216-009-6)
- Polgar Superstar Chess II, 2005 (ISBN 963-86531-4-0)
- I Love Superstar Chess, 2005 (ISBN 963-86738-5-0)
- Hatágú csillag. Sakk, képzőművészet és humor, 2005 (ISBN 963-86531-5-9)
- Biztonság. Sakk és humor, 2005 (ISBN 963-86531-9-1)
- Knight, 2005 (ISBN 963-86738-2-6)
- Queens, 2005 (ISBN 963-86738-0-X)
- Blanka: Miniaturaj ŝakproblemoj (White: Miniature chess problems), 2005 (ISBN 963-86531-7-5)
- Sakkmat(t)ek. Sakk, matematika, humor, 2005 (ISBN 963-86531-6-7)
- Eszperantó és sakk (Chess in Esperanto), 2006 (ISBN 963-86738-7-7)
- La stelita stel', 2006 (ISBN 963-87042-0-9)